# DeConservatieven.nl
DeConservatieven.nl was een Nederlandse politieke partij onder leiding van Winny de Jong van 2002 tot en met 2003.

## Ontstaan
DeConservatieven.nl was een afsplitsing van de Lijst Pim Fortuyn (LPF). Winny de Jong en Cor Eberhard werden bij een interne ruzie uit de partij gezet. Hierop vormden zij de fractie Groep De Jong. DeConservatieven.nl deed mee met de Tweede Kamerverkiezingen van januari 2003, en behaalde in totaal niet meer dan 2500 stemmen.
Tweede op de lijst van de deConservatieven.nl stond het Rotterdamse raadslid Michiel Smit, bekend van de partij Nieuw Rechts. In een reportage van de televisie-actualiteiterubriek Nova werd bekend dat diverse schriftelijke ondersteuningsverklaringen afkomstig waren uit extreemrechtse hoek.

## Partijprogramma
DeConservatieven.nl stond vooral voor het behouden van verworvenheden. De belangrijkste punten die de partij wilde behouden:
- De soevereiniteit van Nederland;
- De strikte scheiding van kerk en staat;
- De parlementaire democratie, vrijheid van meningsuiting, vrijheid van drukpers en rechtsbescherming van de burger tegen de overheid;
- De gelijkwaardigheid van man en vrouw, ongeacht de seksuele voorkeur;
- De individuele verantwoordelijkheid boven de collectieve verantwoordelijkheid;
- De strikte scheiding van de wetgevende macht, de uitvoerende macht en de rechterlijke macht.

Na de Tweede Kamerverkiezingen in januari 2003 is er niet veel meer van deConservatieven.nl vernomen.